# Der Prinz der Drachen
Der Prinz der Drachen ist eine US-amerikanische Animationsserie von Netflix aus dem Jahr 2018. Bis zum Ende der Serie im Jahr 2024 sind insgesamt sieben Staffeln erschienen.

## Handlung
Die Handlung spielt in dem magischen Land Xadia, in welchem die Magie aus sechs natürlichen Quellen kommt. Diese sind die Sonne, der Mond, die Sterne, der Himmel, die Erde und der Ozean. Um mehr Macht zu erhalten, versuchten die Menschen eine neue Quelle, die dunkle Magie, zu finden. Dafür müssen sie jedoch magische Kreaturen jagen, um deren Essenz zu erhalten, was zu einem grausamen Krieg zwischen Elfen und Menschen führte, der den Tod des Drachenkönigs zur Folge hatte und mit einem Attentat auf König Harrow von Katolis, einem von fünf Königreichen der Menschen, enden soll.
Allerdings kommen die beiden jungen Prinzen Callum und Ezran aus Katolis und die Elfe Rayla, die ausgesandt worden war, König Harrow und Prinz Ezran zu ermorden, dahinter, dass es vielleicht doch noch Frieden geben könnte. So stellt sich heraus, dass der Hass dadurch entstand, dass die Menschen das letzte Drachenei zerstört hatten, welches den Drachenprinzen enthalten sollte. Der jüngere Prinz findet jedoch heraus, dass es noch existiert, und die drei beschließen, von nun an zusammenzuarbeiten, um den Frieden der Reiche wiederherzustellen.

## Charaktere
- Rayla  ist eine Mondschatten-Elfe und eine junge Attentäterin, die jedoch bislang nie ein Leben genommen hat. Unter ihren Verbündeten gilt sie trotz ihrer Jugend als schnellste und stärkste Kämpferin. Allerdings mangelt es ihr an der Entschlossenheit, ihre Aufgabe zu beenden, wenn sie kurz davor steht. Als sie von der Existenz des Dracheneis erfährt, verbündet sie sich mit den zwei Menschenkindern Callum und Ezran, um das Ei nach Xadia zurückbringen zu können.
- Callum ist einer der Prinzen des Menschenreiches Katolis. Allerdings ist er ungeschickt, untalentiert im Schwertkampf und außerdem kann er nicht reiten. Dafür ist er gut im Zeichnen und wissbegierig, und er ist sich seiner Rolle und Verantwortung bewusst. Er ist ein Magier des Himmels. Sein jüngerer Halb-Bruder ist der Kronprinz von Katolis, Ezran. König Harrow ist Callums Stiefvater.
- Ezran ist der Kronprinz des Menschenreiches Katolis. Er hat Probleme damit, sich mit anderen Menschen anzufreunden, und bevorzugt den Kontakt zu Tieren. So ist sein bester Freund die Leuchtkröte Beut. Er zeigt sich meist gelassen und fröhlich und erkundet gerne versteckte Geheimnisse. Er kann auch mit Tieren reden und sie verstehen.
- Claudia ist eine menschliche Magierin und erlernte diese Fähigkeit von ihrem Vater Viren, dem Hochmagier von Katolis. Wie er übt sie dunkle Magie aus. Oft verliert sie sich in ihren eigenen Gedanken. Ihr älterer Bruder ist Soren. Am Anfang der Staffel war ihr Auftreten nicht nur mysteriös, sondern auch fröhlich, und sie schien die nettere Hälfte der beiden Geschwister zu sein, aber schon bald erwies sich das Gegenteil.
- Soren ist der Sohn von Katolis’ Hochmagier Viren. Er ist töricht, aber ein begabter Schwertkämpfer. In der Öffentlichkeit gibt er sich als frech und übermütig, während er bei seiner Schwester Claudia eher humorvoll auftritt.
- Runaan ist der Anführer der Mondschatten-Elfen-Attentäter, die es auf den König abgesehen haben. Er zeigt keine Scheu vor Gewalt und Mord, ist verbissen in seine Mission und kümmert sich getreulich um sein Volk. Rayla liebt er wie eine Tochter.
- Harrow ist der König des größten Menschenreiches Katolis. Sein direkter Erbe und Kronprinz ist Ezran, aber zugleich ist Harrow auch liebender Stiefvater von Callum. Er ist stets bemüht, gerecht zu herrschen, und brachte dafür auch einige Opfer für sein Volk. Durch den Mord am König der Drachen machte Harrow sich jedoch Feinde in Xadia, die ihn schließlich ermordeten.
- Viren ist der Hochmagier des größten Königreichs Katolis sowie guter Freund und Berater von König Harrow. Er praktiziert dunkle Magie und löst Probleme im Königreich mit kreativen Ideen. Er zeigt sich als kühn, zielorientiert und gerissen und will der Menschheit eine große Zukunft schaffen. Seine Kinder sind Soren (Mitglied der Kronwache) und Claudia, die ihm als Magierin nacheifert.
- Amaya ist die höchstgestellte Generalin Katolis’ und außerdem die Tante mütterlicherseits von Ezran und Callum. Sie genießt hohes Vertrauen bei König Harrow. Sie ist gehörlos und kommuniziert über Gebärdensprache sowie Lippenlesen mit ihren Gesprächspartnern.
- Janai ist eine Ritterin der Sonnen-Elfen und Ehefrau von Amaya. Sie hat sich den Menschen bisher überwiegend freundlich gezeigt. Sie sorgt jedoch für klare Grenzen und handelt bei Übertritt dieser umgehend und gnadenlos. Sie ist mutig, stolz und tapfer.

## Produktion und Veröffentlichung
Der Prinz der Drachen wurde von Aaron Ehasz konzipiert, der zuvor bereits an Avatar – Der Herr der Elemente gearbeitet hat. Sie baut auf Computeranimation statt Zeichentrick auf und setzt dafür auf Cel Shading und eine reduzierte Bildfrequenz, um die Figuren und ihre Bewegungen stärker an die Optik klassischer 2D-Animationen anzupassen und einen Comic-Look zu erzeugen. Produziert wurde die Serie von Wonderstorm und Bardel Entertainment.
Erstmals wurde die Serie am 10. Juli 2018 angekündigt. Ein Trailer erschien kurze Zeit später auf der San Diego Comic-Con International. Die Serie wurde erstmals am 14. September 2018 auf dem Video-on-Demand-Dienstleister Netflix mit 9 Folgen in mehreren Sprachen, darunter auch Deutsch, ausgestrahlt.
Die zweite Staffel wurde am 15. Februar 2019 veröffentlicht, die dritte am 22. November 2019 veröffentlicht, die vierte 2022, die fünfte 2023 und die sechste 2024.

## Synchronisation
Die deutsche Synchronisation entsteht unter der Dialogregie und nach Dialogbüchern von Jan Fabian Krüger im Auftrag der RRP Media UG, Berlin.
| Rolle   | englischer Sprecher | deutscher Sprecher    |
| ------- | ------------------- | --------------------- |
| Aaravos | Erik Todd Dellums   | Erich Räuker          |
| Callum  | Jack De Sena        | Sascha Werginz        |
| Claudia | Racquel Belmonte    | Maximiliane Häcke     |
| Corvus  | Omari Newton        | Bernd Egger           |
| Ezran   | Sasha Rojen         | Arthur Wolfgang Mai   |
| Ellis   | Nahanni Mitchell    | Sarah Kunze           |
| Gren    | Adrian Petriw       | Fabian Kluckert       |
| Harrow  | Luc Roderique       | Peter Sura            |
| Janai   | Rena Anakwe         | Antje Härle           |
| Lujanne | Ellie King          | Nina Herting          |
| Rayla   | Paula Burrows       | Amelie Plaas-Link     |
| Runaan  | Jonathan Holmes     | Matthias Scherwenikas |
| Soren   | Jesse Inocalla      | Dennis Sandmann       |
| Terry   | Benjamin Callins    | Dirk Petrick          |
| Viren   | Jason Simpson       | Peter Flechtner       |

## Episodenliste

### Buch 1: Mond
| Folge | deutscher Titel        | Originaltitel           |
| 1     | Nachhall des Donners   | Echoes Of Thunder       |
| 2     | Was getan ist …        | What Is Done            |
| 3     | Mondaufgang            | Moonrise                |
| 4     | Blutdürstig            | Bloodthirsty            |
| 5     | Ein leerer Thron       | An Empty Throne         |
| 6     | Durch das Eis          | Through The Ice         |
| 7     | Der Dolch und der Wolf | The Dagger And The Wolf |
| 8     | Verfluchte Caldera     | Cursed Caldera          |
| 9     | Wundersturm            | Wonderstorm             |

### Buch 2: Himmel
| Folge | deutscher Titel              | Originaltitel          |
| 1     | Ein Geheimnis und ein Funken | A Secret And A Spark   |
| 2     | Die Lügen und der Halbmond   | Half Moon Lies         |
| 3     | Ablenkungsmanöver            | Smoke And Mirrors      |
| 4     | Schiffsreise                 | Voyage Of The Ruthless |
| 5     | Gebrochenes Siegel           | Breaking The Seal      |
| 6     | Das Herz des Titanen         | Heart Of A Titan       |
| 7     | Feuer und Wut                | Fire And Fury          |
| 8     | Das Buch des Schicksals      | The Book Of Destiny    |
| 9     | Atmen                        | Breathe                |

### Buch 3: Sonne
| Folge | deutscher Titel       | Originaltitel          |
| 1     | Sol Regem             | Sol Regem              |
| 2     | Die Krone             | The Crown              |
| 3     | Geist                 | Ghost                  |
| 4     | Die Mitternachtswüste | The Midnight Desert    |
| 5     | Helden und Genies     | Heroes and Masterminds |
| 6     | Tod des Königs        | Thunderfall            |
| 7     | Ein dunkler Zauber    | Hearts of Cinder       |
| 8     | Drachenwache          | Dragonguard            |
| 9     | Der letzte Kampf      | The Final Battle       |

### Buch 4: Erde
| Folge | deutscher Titel      | Originaltitel             |
| 1     | Wiedergeburtstag     | Rebirthday                |
| 2     | Gefallene Sterne     | Fallen Stars              |
| 3     | Atemberaubend        | Breathtaking              |
| 4     | Durch den Spiegel    | Through the Looking Glass |
| 5     | Die großen Tore      | The Great Gates           |
| 6     | Der Drakowald        | The Drakewood             |
| 7     | Unter der Oberfläche | Beneath the Surface       |
| 8     | Rex Igneous          | Rex Igneous               |
| 9     | Flucht aus Umber Tor | Escape from Umber Tor     |

### Buch 5: Ozean
| Folge | deutscher Titel             | Originaltitel            |
| 1     | Domina Profundis            | Domina Profundis         |
| 2     | Alte Wunden                 | Old Wounds               |
| 3     | Albträume und Offenbarungen | Nightmares & Revelations |
| 4     | Die Große Bibliothek        | The Great Bookery        |
| 5     | Erzmagierin Akiyu           | Archmage Akiyu           |
| 6     | Lockvogeltaktik             | Bait & Switch            |
| 7     | Seebeine                    | Sea Legs                 |
| 8     | Finnegrin                   | Finnegrin's Wake         |
| 9     | Infantis Sanguine           | Infantis Sanguine        |

### Buch 6: Sterne
| Folge | deutscher Titel        | Originaltitel         |
| 1     | Sternenbehaucht        | Startouched           |
| 2     | Liebe, Krieg und Pilze | Love, War & Mushrooms |
| 3     | Eingefroren            | The Frozen Ship       |
| 4     | Der Sternenkratzer     | The Starscraper       |
| 5     | Eine mondlose Nacht    | Moonless Night        |
| 6     | Moment der Wahrheit    | Moment of Truth       |
| 7     | Die rote Hochzeit      | The Red Wedding       |
| 8     | Wir fallen alle        | We All Fall Down      |
| 9     | Sternenstaub           | Stardust              |

### Buch 7: Dunkel
| Folge | deutscher Titel             | Originaltitel          |
| 1     | Am Leben                    | Death Alive            |
| 2     | Reines Herz                 | True Heart             |
| 3     | Schimmernde Knochen         | The Glittering Bones   |
| 4     | Unerledigte Angelegenheiten | Unfinished Business    |
| 5     | Klebrige Hände              | Sticky Fingers         |
| 6     | Inversion                   | Inversion              |
| 7     | Der Titan und der König     | The Titan and the King |
| 8     | Dunkelheit über Xadia       | Dying Light            |
| 9     | Nova                        | Nova                   |

## Rezeption
Die Serie wurde überwiegend positiv bewertet. Ähnlich wie in Avatar – Der Herr der Elemente werden die jugendlichen Protagonisten auf eine Entdeckungsreise mit vielen fantastischen Abenteuern und schicksalsreichen Offenbarungen geschickt. Dabei steht neben der Action und Fantasy auch der Humor im Fokus. Durch den Einfluss von Co-Autor Justin Richmond, der bereits an dem Computerspiel Uncharted 3: Drake’s Deception mitgewirkt hat, erinnert die Serie an einigen Stellen an das Computerspiel. Aufgrund der Länge wird die Serie als kurzweilige Unterhaltung beschrieben. Im Gegensatz zu Avatar wird ein an das europäische Mittelalter angepasstes Setting gewählt. IGN lobt die dunkle, aber überraschend angenehme Geschichte, die durch ihre liebevollen Charaktere hervorsticht, und lobt die dazu passende Animation, was die Serie auch für erwachsene Zuschauer sehenswert macht.

## LGBT-Themen und Repräsentation
Vor der Veröffentlichung der ersten Staffel, während der San Diego Comic-Con im Juli 2018 wurde bekannt gegeben, dass die Serie LGBT-Charaktere enthalten würde. Es wurde jedoch keine konkreten Informationen preisgegeben, um Spoiler zu vermeiden. Am Tag der Veröffentlichung der ersten Staffel gab Wonderstorm eine Erklärung zur Diversität in der Serie ab, in der die Mitbegründer Aaron Ehasz und Justin Richmond die Bedeutung betonten, eine Geschichte mit diversen Charakteren zu erzählen, was ihnen sehr am Herzen liege. Um ihr Ziel zu erreichen, eine diverse Welt und diverse Charaktere zu schaffen, wurde beschlossen, dies durch eine Vielzahl von Methoden zu erreichen, wobei als Beispiele dafür, die Einbeziehung der ethnischen Vielfalt, die Darstellung von untypischen Familienstrukturen sowie von Menschen mit Behinderungen genannt wurden. Neben diesen Formen der Darstellung wurde auch die Darstellung von LGBT-Charakteren herausgestellt. In Bezug auf die Darstellung der Diversität in Der Prinz der Drachen wurde erklärt, dass sich die Handlungsstränge einiger Charaktere auf eine Art und Weise abspielen würden, die ihre Andersartigkeit oder Repräsentation sofort deutlich macht, dass aber bei anderen Charakteren ihr Status als Minderheit Teil ihrer Identität, aber noch nicht Teil ihrer Handlung oder ihres Handlungsstrangs sein würde. Nach der Veröffentlichung von Staffel 1 wurde die Theorie aufgestellt, dass ein namenloser Elf, der im Abspann von zwei Episoden auftaucht – von den Fans als „Tinker“ bezeichnet – Runaans Freund sei.
Die zweite Staffel von Der Prinz der Drachen beinhaltete die erste LGBT-Repräsentation der Show. Annika und Neha erscheinen in Rückblenden, die vor dem Beginn der Show spielen, und werden als ein Paar, welches sich küsst, dargestellt. Insgesamt treten sie in 2 der 9 Episoden auf. Nach der Veröffentlichung der zweiten Staffel erklärte Ehasz im Bezug auf die Zukunft der Show, dass es noch mehr Charaktere gebe, welche „nicht-hetero“ (im Original auf Englisch: „non-straight“) sind. Ehasz und Richmond gaben außerdem an, dass sie ihre queeren Charaktere vertieft weiterentwickeln möchten.
In der dritten Staffel wird Ethari, Runaans Ehemann, vorgestellt. Zudem wird Kazi, eine nicht-binäre Person, welche die Personalpronomen „they/them“ nutzt, vorgestellt. Allerdings wird dies nicht in der Show selbst, sondern nur durch den Twitter-Account der Show bekannt gegeben. Laut dem Hauptautor Devon Giehl war ein romantisches Interesse zwischen Amaya und Janai, welches am Ende der dritten Staffel beginnt, geplant. Außerdem bestätigte er, dass beide Charaktere lesbisch sind und ineinander verliebt sind. In der vierten Staffel wird Terry (engl.: Terrestrius), vorgestellt, welcher als Trans-Mann von den Autoren und dem englischen Synchronsprecher, Benjamin Callins, bestätigt wurde.